# ビリッカー
ビリッカーとはビリヤードを模して作られたフランス発祥のニュースポーツである。

## 概要

### 特徴
- 基本的にルールはビリヤードと同じ。
- フランスではスノークボール(Snookball)、アメリカではフットプール(Footpool)と呼ばれている。

### 一般的なビリヤードとの違い
- 球は3号球のサッカーボールを使う。
- 「キュー」ではなく、足で蹴ったり、頭でヘディングをしたりして球を動かす。
- 3.6ｍ×6.6ｍの大きなビリヤードテーブルのような専用コートでプレイする。